# Cyclaulacidea bruchivorus
Cyclaulacidea bruchivorus är en stekelart som beskrevs av Donald L.J. Quicke 1995. Cyclaulacidea bruchivorus ingår i släktet Cyclaulacidea och familjen bracksteklar. Inga underarter finns listade i Catalogue of Life.